# Dimensiune (spațiu vectorial)
În matematică, dimensiunea unui spațiu vectorial V este cardinalitatea⁠(d) (adică numărul de vectori) al unei baze a lui V peste corpul care definește spațiul.  Uneori este numită dimensiune Hamel (după Georg Hamel⁠(d)) sau dimensiune algebrică pentru a fi deosebită de alte tipuri de dimensiuni. 
Ținând cont de axioma alegerii, pentru fiecare spațiu vectorial există o bază, iar toate bazele unui spațiu vectorial au aceeași cardinalitate (v. teorema dimensiunii pentru spații vectoriale); ca rezultat, dimensiunea unui spațiu vectorial este definită în mod unic. Se spune că V este finit dimensional dacă dimensiunea lui V este finită, și infinit dimensional dacă dimensiunea sa este infinită.
Dimensiunea spațiului vectorial V peste corpul F poate fi scrisă ca dimF(V) sau ca [V : F], a se citi „dimensiunea lui V peste F”. Atunci când F poate fi dedus din context, se scrie dim(V). 

## Exemple
Spațiul vectorial R3 are 
{\displaystyle \left\{{\begin{pmatrix}1\\0\\0\end{pmatrix}},{\begin{pmatrix}0\\1\\0\end{pmatrix}},{\begin{pmatrix}0\\0\\1\end{pmatrix}}\right\}}
ca bază canonică, ca urmare {\displaystyle \operatorname {dim} _{\mathbb {R} }(\mathbb {R} ^{3})=3}. Mai general, {\displaystyle \operatorname {dim} _{\mathbb {R} }(\mathbb {R} ^{n})=n} și, chiar mai general, dimK(Kn) = n pentru orice corp K.
Numerele complexe {\displaystyle \mathbb {C} } sunt spațiu vectorial atât real cât și complex; avem {\displaystyle \operatorname {dim} _{\mathbb {R} }(\mathbb {C} )=2} și {\displaystyle \operatorname {dim} _{\mathbb {C} }(\mathbb {C} )=1}. Deci dimensiunea depinde și de corp.
Singurul spațiu vector de dimensiune 0 este {0}, spațiul vectorial fiind format doar din elementul său neutru.

## Fapte
Dacă W este un subspațiu liniar⁠(d) al lui V, atunci dim(W) ≤ dim (V). 
Pentru a demonstra că două spații vectoriale finit-dimensionale sunt egale, se utilizează adesea următorul criteriu: dacă V este un spațiu vectorial finit-dimensional și W este un subspațiu vectorial al lui V cu dim(W) = dim(V), atunci W = V.
{\displaystyle \mathbb {R} ^{n}} are baza canonică e1,...,en, unde ei este a i-a coloană a matricei unitate corespunzătoare. Așadar, {\displaystyle \mathbb {R} ^{n}} are dimensiune n.
Oricare două spații vectoriale peste F cu aceeași dimensiune sunt izomorfe. Orice aplicație bijectivă între bazele lor poate fi extinsă în mod unic la o aplicație liniară bijectivă între spațiile vectoriale. Dacă B este o mulțime, un spațiu vectorial cu dimensiune | B | peste F poate fi construit după cum urmează: se ia mulțimea F(B) a tuturor funcțiilor f : B → F astfel încât f(b) = 0 pentru toate elementele cu excepția unui număr finit, din B. Aceste funcții pot fi adunate și înmulțite cu elemente ale lui F și se obține spațiul vectorial peste F dorit. 
Pentru aplicațiile liniare, un rezultat important despre dimensiuni este dat de teorema rangului⁠(d).
Dacă F/K este o extindere de corp, atunci F este în special un spațiu vectorial peste K. Mai mult decât atât, fiecare spațiu vectorial V peste F este, de asemenea, un spațiu vectorial peste K.  Dimensiunile sunt legate prin formula 
dimK(V) = dimK(F) dimF(V)
În particular, orice spațiu vectorial complex de dimensiune n este un spațiu vectorial real de dimensiune 2n. 
Unele relații simple leagă dimensiunea unui spațiu vectorial de cardinalitatea corpului și de cardinalitatea spațiului însuși. Dacă V este un spațiu vectorial peste un corp K, atunci, notând dimensiunea lui V cu dim V, avem: 
- Dacă dim V este finită, atunci | V | = | K |dim V.
- Dacă dim V este infinită, atunci | V | = max (| K |, dim V ).

## Generalizări
Un spațiu vectorial poate fi considerat un caz particular al unui matroid⁠(d), iar în acesta din urmă există o noțiune bine definită a dimensiunii. Lungimea unui modul⁠(d) și rangul unui grup abelian⁠(d) au ambele proprietăți similare cu dimensiunea spațiilor vectoriale. 
Dimensiunea Krull a unui inel comutativ, numită după Wolfgang Krull (1899–1971), este definită a fi numărul maxim de incluziuni stricte într-un lanț tot mai mare de ideale prime în inel. 

### Urma
Dimensiunea unui spațiu vectorial poate fi caracterizată ca o urmă a operatorului de identitate.  De exemplu, {\displaystyle \operatorname {tr} \ \operatorname {id} _{\mathbf {R} ^{2}}=\operatorname {tr} \left({\begin{smallmatrix}1&0\\0&1\end{smallmatrix}}\right)=1+1=2.}Aceasta pare a fi o definiție circulară, dar permite generalizări utile. 
În primul rând, permite să se definească o noțiune de dimensiune atunci când avem o urmă, dar nu și o noțiune naturală a bazei. De exemplu, se poate avea o algebră A cu aplicații {\displaystyle \eta :K\rightarrow A}(incluziunea scalarilor, numită unitate) și o aplicație {\displaystyle \epsilon \colon A\to K} (corespunzătoare urmei, numit counitate⁠(d)). Compozitia {\displaystyle \epsilon \circ \eta \colon K\to K} este un scalar (fiind un operator liniar pe un spațiu 1-dimensional) corespunde unei „urme a identității” și dă o noțiune de dimensiune pentru o algebră abstractă.  În practică, în bialgebre⁠(d) se cere ca această aplicație să fie identitatea, care poate fi obținută prin normalizarea counității împărțind la dimensiune ({\displaystyle \epsilon :=\textstyle {\frac {1}{n}}\operatorname {tr} }), astfel încât în aceste cazuri constanta de normalizare să corespundă dimensiunii. 
Alternativ, este posibil să se ia o urmă de operatori într-un spațiu infinit dimensional; în acest caz este definită o urmă (finită), chiar dacă nu există o dimensiune (finită) și se dă o noțiune de „dimensiune a operatorului”. Acestea intră sub rubrica „operatorilor de clase de urme⁠(d)” pe un spațiu Hilbert sau, în general, pe operatori nucleari⁠(d) pe un spațiu Banach. 
O generalizare mai subtilă este aceea de a considera urma unei familii de operatori ca un fel de dimensiune „răsturnată”. Acest lucru apare semnificativ în teoria reprezentării, unde caracterul unei reprezentări este urma reprezentării, deci o funcție scalară pe un grup {\displaystyle \chi \colon G\rightarrow K}a căror valoare pe identitatea {\displaystyle 1\in G} este dimensiunea reprezentării, deoarece o reprezentare trimite identitatea din grup la matricea identitate: {\displaystyle \chi (1_{G})=\operatorname {tr} \ I_{V}=\dim V.} Se pot vizualiza celelalte valori {\displaystyle \chi (g)}ale caracterului ca dimensiuni „răsturnate” și se pot găsi analoage sau generalizări ale afirmațiilor despre dimensiuni la afirmații despre caractere sau reprezentări.  Un exemplu sofisticat al acestei situații apare în teoria monstruous moonshine⁠(d) : j-invariantul⁠(d) este dimensiunea gradată⁠(d) a unei reprezentări gradate infinit-dimensionale a grupului Monster⁠(d) și înlocuirea dimensiunii cu caracterul dă seria McKay-Thompson pentru fiecare element al grupului Monster.